# Piana
Piana település Franciaországban, Corse-du-Sud megyében. Lakosainak száma 458 fő (2022. január 1.). Piana Osani, Cargèse, Marignana és Ota községekkel határos.

## Népesség
A település népességének változása:
| Lakosok száma | 517  | 511  | 500  | 440  | 482  | 486  | 482  | 468  | 461  | 458  |
|               | 1968 | 1982 | 1990 | 2006 | 2013 | 2015 | 2017 | 2019 | 2020 | 2022 |